# Солстад, Даг
Даг Солстад (норв. Dag Solstad; 16 июля 1941, Саннефьорд, губерния Вестфолл — 14 марта 2025) — норвежский прозаик, драматург, мастер короткого рассказа, один из самых известных писателей Норвегии.

## Биография
Был членом литературной группы Profil. Начал свою литературную деятельность под влиянием творчества Франца Кафки с коротких экспериментальных произведений, созданных в стиле абсурда, в которых поднимал темы идентичности и отчуждения («Spiraler» (1965) и «Svingstol» (1967)).
Затем создал ряд нашумевших рассказов и новелл. Стал известным после повести «Irr. Grønt» (1969), в которой рассказал об усилиях студента, приехавшего из глухого села, стремящегося выбиться в люди. Повесть «Irr. Grønt» оказала большое влияние на судьбы многих людей.
Он также автор нескольких политических литературных произведений, вдохновлённых событиями 1970—1980-х годов в Норвегии.
Проживал в Германии. Умер 14 марта 2025 года в возрасте 83 лет.

## Избранные произведения
- Irr! Grønt! — (1969)
- Arild Asnes, 1970 — (1971), о пути развития молодого человека до момента, когда главный герой начинает понимать, что политическая революция необходима и должна произойти в результате нарастающего конфликта в обществе.
- 25. septemberplassen — (1974), о росте политического сознания фабрично-заводских рабочих в период Второй мировой войны и после её окончания
- Svik. Førkrigsår — (1977), о предательстве правительством Норвегии интересов народа в предвоенные годы.
- Krig. 1940 — (1978), детальное описание Норвегии во время Второй мировой войны.
- Brød og våpen — (1980)
- Gymnaslærer Pedersens beretning om den store politiske vekkelse som har hjemsøkt vårt land — (1982)
- Forsøk på å beskrive det ugjennomtrengelige — (1984)

## Награды и премии
- 1989 — литературной премии Северного Совета за роман «Roman 1987».
- 1996 — литературная Премия Доблоуга Шведской академии
- 1996 — норвежская литературная премия Gyldendalprisen
- 1998 — Почётная премия Браги
- 2004 — Премия издательства «Аскехоуг»
- 2006 — Премия Браги за роман «Арманд В. Сноски к захороненному роману» (норв. Armand V. Fotnoter til en uutgravd roman)[7].
- Лауреат премии по литературе норвежских критиков 1969,1992,1999 годов.